# Giuseppe Gergati
Giuseppe Gergati (Varese, 9 dicembre 1953) è un ex cestista italiano.

## Carriera
Ha giocato in Serie A vestendo le maglie di Milano, Cantù e Varese.

## Biografia
Fratello del giocatore Pierangelo è zio di Lorenzo Gergati e Francesco Gergati, anche loro cestisti professionisti.

## Palmarès
- Coppa delle Coppe: 1

Pall. Cantù: 1977-78